# Sindh
Sindh (tiếng Sindh:سنڌ, tiếng Urdu: سندھ, phát âm tiếng Việt như là: Sin-đi) là một trong bốn tỉnh của Pakistan và là nơi cư trú truyền thống của người Sindh. Người dân địa phương cũng thường gọi tỉnh là "Mehran" (مهراڻ; Sông). Người Sindh theo Hồi giáo là thành phần dân cư lớn nhất trong tỉnh, bên cạnh đó là những nhóm dân tộc, ngôn ngữ và văn hóa khác. Các khu vực lân cận của tỉnh Sindh là Balochistan ở phía tây và bắc, Punjab ở phía bắc, bang Gujarat và Rajasthan của Ấn Độ ở phía đông nam và nam, và Biển Ả Rập ở phía nam. Ngôn ngữ chính của tính Sindh là Tiếng Sindh.

## Tên gọi
Tỉnh Sindh và người dân định cư trong vùng đã được gọi tên theo tên cổ của một dòng sông nổi tiếng trong lịch sử loài người, sông Sindhu, nay gọi là sông Ấn (Indus)]. Trong Tiếng Phạn, síndhu (सिन्धु) có nghĩa là "sông, suối", và thường dùng để đề cập tới sông Ấn. Người Hy Lạp đã xâm chiếm Sindh năm 325 TCN theo sự chỉ đạo của Alexandros Đại đế và đã đặt lại tên cho sông là Indós, và là nguồn gốc của tên gọi Indus (Ấn) ngày nay. Khi Anh Quốc chiếm đoạt Nam Á vào thế kỷ 17, họ mở rộng giới hạn địa lý của từ và đặt tên cho toàn bộ khu vực Nam Á là India (Ấn Độ).

## Địa lý
Sindh nằm ở phía rìa tây bắc của Nam Á, có ranh giới với Cao nguyên Iran ở phía tây. Về mặt địa lý, đây là tỉnh có diện tích lớn thứ ba tại Pakistan, kéo dài khonagr 579 km từ bắc đến nam và 442 km (tối đa) hay 281 km (trung bình) từ đông sang tây, diện tích của tỉnh là 140.915 kilômét vuông (54.408 dặm vuông Anh). Sindh giáp với Hoang mạc Thar ở phía đông, Vùng núi Kirthar ở phái tây, và Biển Ả Rập ở phía nam. Phần trung tâm của tỉnh là vùng đồng bằng phì nhiêu dọc sông Ấn

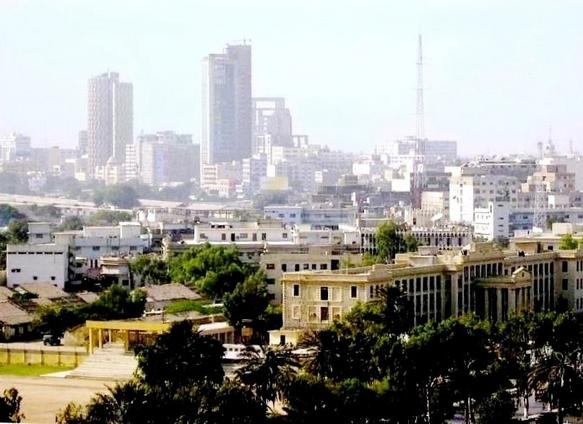
Thủ phủ Karachi

Sindh thuộc vùng nhiệt đới và cận nhiệt; khí hậu trở nên rất nóng vào mùa hè và ông hòa hoặc ấm vào mùa đông. Nhiệt độ thường xuyên lên tới 46 °C (115 °F) từ tháng 5 đến thang 8, nhiệt độ trung bình thấp nhất vào khoảng 2 °C (36 °F) trong khoảng từ tháng 12 và tháng 1 ở khu vực phía bắc và vùng núi cao. Lượng mưa trung bình khoảng 180 mm, chủ yếu vào tháng 7 và tháng 8. Gió mùa tây nam thường thổi từ giữa tháng 2 cho đến cuối tháng 9, trong khi khối khí mát thổi xuống từ phía bắc trong suốt những tháng mùa đông từ tháng 10 đến tháng 1.
Sindh được chia thành 3 vùn khía hậu: Siro (khu vực thượng;ưu, trung tâm là Jacobabad), Wicholo (khu vực trung, trung tâm ở Hyderabad), và Lar (khu vực hạ, trung tâm tại Karachi). Đường chí tuyến bắc đi qua thượng Sindh, nơi đây không khí thường khô hạn. Nhiệt độ vùng trung Sindh thường thấp hơn ở vùng thượng nhưng cao hơn so với vùng hạ Sindh. Ngày khô nóng và đêm mát là đặc trưng của Sindh trong suốt mùa hè. Nhiệt độ cao nhất của trung Sindh có thể lên tới 43–44 °C (109–111 °F). Hạ Sindh có khí hậu ẩm hơn, chịu tác động của gió màu tây nam hổi từ Biển Ả Rập trong mùa hè và gió mùa đông bắc trong mùa đông, lượng mưa của vùng này thấp hơn vùng trung Sindh. Nhiệt độ cao nhất của Hạ Sindh có thể lên tới khoảng 35–38 °C (95–100 °F).

## Nhân khẩu
Sindh là tỉnh có chỉ số phát triển con người đứng thứ hai tại Pakistan với 0,628 điểm. Thống kê năm 1998 của Pakistan cho thấy dân số của tỉnh là 35 triệu người; dân số năm 2009 của Sindh có thể là 51.337.129 nếu tính theo mức tăng từ 2% đến 2.8% từ thời điểm đó. Dân cư đô thị chủ yếu tập trung tại Karachi, Hyderabad, Sukkur, Mirpurkhas, Nawabshah, Umerkot và Larkana. Tiếng Sindh là ngôn ngữ duy nhât của người Sindh từ thế kỷ 19. Theo sách thống kê năm 2008 của Pakistan Tiếng Sindh được 59,7% số hộ gia đình tại tỉnh Sind sử dụng; Tiếng Urdu là 21,1%; Tiếng Punjab là 7,0%; Tiếng Pashtun là 4,2%; Tiếng Baloch là 2,1%; Tiếng Saraiki là 1.0% và các thứ tiếng khác chiếm 4,9%. Các ngôn ngữ khác bao gồm Tiếng Gujarat, Tiếng Memon, Tiếng Kutch (cả hai đều là biến thể của tiếng Sindh), Tiếng Khowar.
Dân số tỉnh Sind chủ yếu là tín đồ Hồi giáo (91,32%), tuy nhiên Sindh cũng là nơi sinh sống của gần như toàn bộ (93%) người Pakistan theo Ấn Độ giáo, và chiếm 7,5% dân số toàn tỉnh. Một số lượng lớn người theo Ấn Độ giáo đã di cư đến Ấn Độ theo sau Sự chia cắt Ấn Độ.

### Hành chính

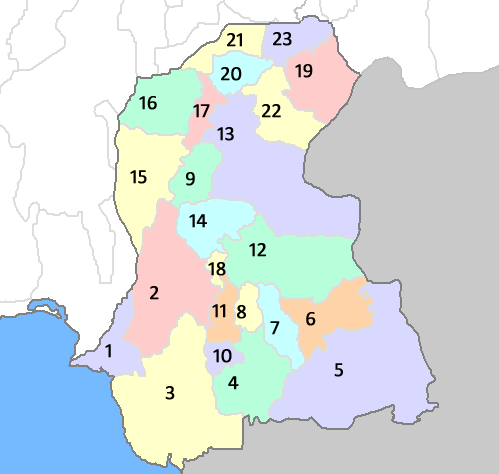
23 quận của tỉnh Sindh, Pakistan

Có 23 quận tại tỉnh Sindh, Pakistan.
1. Karachi
2. Jamshoro
3. Thatta
4. Badin
5. Tharparkar
6. Umerkot
7. Mirpur Khas
8. Tando Allahyar
9. Naushahro Feroze
10. Tando Muhammad Khan
11. Hyderabad
12. Sanghar
13. Khairpur
14. Benazirabad
15. Dadu
16. Qambar Shahdadkot
17. Larkana
18. Matiari
19. Ghotki
20. Shikarpur
21. Jacobabad
22. Sukkur
23. Kashmore

## Thành phố chính
| Danh sách các thành phố chính tại Sindh                                 | Danh sách các thành phố chính tại Sindh | Danh sách các thành phố chính tại Sindh | Danh sách các thành phố chính tại Sindh | Danh sách các thành phố chính tại Sindh      |
| Số                                                                      | Thành phố                               | Quận                                    | Dân số                                  | · Karachi · Hyderabad · Hyderabad · Sukkur · |
| ----------------------------------------------------------------------- | --------------------------------------- | --------------------------------------- | --------------------------------------- | -------------------------------------------- |
| 1                                                                       | Karachi                                 | Karachi                                 | 13.052.000                              | · Karachi · Hyderabad · Hyderabad · Sukkur · |
| 2                                                                       | Hyderabad                               | Hyderabad                               | 1.578.367                               | · Karachi · Hyderabad · Hyderabad · Sukkur · |
| 3                                                                       | Sukkur                                  | Sukkur                                  | 500.000                                 | · Karachi · Hyderabad · Hyderabad · Sukkur · |
| 4                                                                       | Larkana                                 | Larkana                                 | 456.544                                 | · Karachi · Hyderabad · Hyderabad · Sukkur · |
| 5                                                                       | Nawabshah                               | Shaheed Benazirabad                     | 275.000                                 | · Karachi · Hyderabad · Hyderabad · Sukkur · |
| 6                                                                       | Mirpur Khas                             | Mirpur Khas                             | 245.000                                 | · Karachi · Hyderabad · Hyderabad · Sukkur · |
| Source: World Gazetteer 2010                                            |                                         |                                         |                                         | · Karachi · Hyderabad · Hyderabad · Sukkur · |
| Danh sách này chỉ bao gồm dân số thành phố, không phải dân số toàn quận |                                         |                                         |                                         | · Karachi · Hyderabad · Hyderabad · Sukkur · |

Các thành phố và thị trấn khác của tỉnh Sindh:
- Dadu
- Daharki
- Diplo
- Ghotki
- Hala
- Jacobabad
- Jamshoro
- Kashmore
- Khairpur
- Kotri
- Matli
- Mehar
- Mehrabpur
- Mithi
- Moro
- Nasarpur
- Naushahro Feroze (Padidan)
- Raharki
- Ranipur
- Ratodero
- Rohri
- Sakrand
- Sanghar
- Sehwan
- Sekhat
- Shahdadkot
- Shikarpur
- Sita
- Sobhodero
- Tando Adam Khan
- Tando Allahyar
- Umarkot

## Kinh tế
Sindh tỉnh có nền kinh tế lớn thứ hai tại Pakistan. Về mặt lịch sử, đóng góp của tỉnh Sindh cho GDP Pakistan là khoảng từ 30% đến 32,7%. Đóng góp của tỉnh trong lĩnh vực dịch vụ là từ 21% đến 27,8% và trong lĩnh vực nông nghiệp là từ 21,4% đến 27,7%. Với khả năng làm việc với hiệu suất cao, lĩnh vực tốt nhất của tỉnh là chế tạo, trong linh vực này đóng góp của tỉnh đã tăng từ 36,7% lên 46,5%. Từ năm 1972, tổng GDP của tỉnh Sindh đã tăng 3,6 lần.
Với thế mạnh là nằm ở ben biển, Sindh là một trung tâm chính của hoạt động kinh tế tại Pakistan và có một nền kinh tế đa dạng, từ công nghiệp nặng và trung tâm tài chính trong và xung quanh Karachi đến một cơ sở nông nghiệp lớn dọc theo sông Ấn. Ngành chế tạo bao gồm chế tạo máy, xi măng, nhựa, và các hàng hoá khác. Sindh là tỉnh sản xuất khí đốt tự nhiên lớn nhất của Pakistan. Nông nghiệp rất quan trọng tại Sindh với các nông sản chính là bông, lúa gạo, lúa mì, mía đường, chuối và xoài. Sindh cũng là tỉnh giàu tài nguyên thiên nhiên như dầu khí và than đá.

## Giáo dục
| Năm  | Tỷ lệ biết chữ |
| ---- | -------------- |
| 1972 | 30,2%          |
| 1981 | 31,5%          |
| 1998 | 45,29%         |
| 2008 | 57,7%          |

Nguồn:
Các cơ sở giáo dục đại học công và tư nhân tại tỉnh Sindh:
- Adamjee Government Science College
- Aga Khan University
- APIIT
- Applied Economics Research Centre
- Bahria University
- Baqai Medical University
- College of Digital Sciences
- College of Physicians & Surgeons Pakistan
- COMMECS Institute of Business and Emerging Sciences
- D. J. Science College
- Dawood College of Engineering and Technology
- Defence Authority Degree College for Men
- Dow International Medical College
- Dow University of Health Sciences
- Fatima Jinnah Dental College
- Federal Urdu University
- Ghulam Muhammad Mahar Medical College, Sukkur
- Government College for Men Nazimabad
- Government College of Commerce & Economics
- Government College of Technology, Karachi
- Government National College (Karachi)
- Greenwich University (Karachi)
- Hamdard University
- Hussain Ebrahim Jamal Research Institute of Chemistry
- Indus Valley Institute of Art and Architecture
- Institute of Business Administration, Karachi
- Institute of Business Administration, Sukkar
- Institute of Business Management
- Institute of Industrial Electronics Engineering
- Institute of Sindhology
- Iqra University
- Islamia Science College (Karachi)
- Isra University
- Jinnah Medical & Dental College
- Jinnah Polytechnic Institute
- Jinnah Post Graduate Medical Centre
- Jinnah University for Women
- KANUPP Institute of Nuclear Power Engineering
- Liaquat University of Medical & Health Sciences
- Mehran University of Engineering and Technology
- Mohammad Ali Jinnah University
- National Academy of Performing Arts
- National University of Sciences and Technology
- NED University of Engineering and Technology
- Ojha Institute of Chest Diseases
- PAF Institute of Aviation Technology
- Pakistan Navy Engineering College
- Pakistan Shipowners' College
- Pakistan Steel Cadet College
- Peoples Medical College for Girls Nawabshah
- Provincial Institute of Teachers Education Nawabshah
- Quaid-e-Awam University of Engineering, Science and Technology, Nawabshah
- Rana Liaquat Ali Khan Government College of Home Economics
- Rehan College of Education
- Saint Patrick's College, Karachi
- Shah Abdul Latif Bhitai University
- Shaheed Benazir Bhutto Medical College
- Shaheed Zulfiqar Ali Bhutto Institute of Science and Technology
- Sindh Agriculture University
- Sindh Medical College
- Superior College of Science Hyderabad
- Sindh Muslim Law College
- Sir Syed Government Girls College
- Sir Syed University of Engineering and Technology
- St. Joseph's College
- Sukkur Institute of Science & Technology
- Textile Institute of Pakistan
- University of Karachi
- University of Sindh
- Usman Institute of Technology
- Ziauddin Medical University
- Chandka Medical University Larkana
- PIA Training Centre Karachi

## Thư viện ảnh

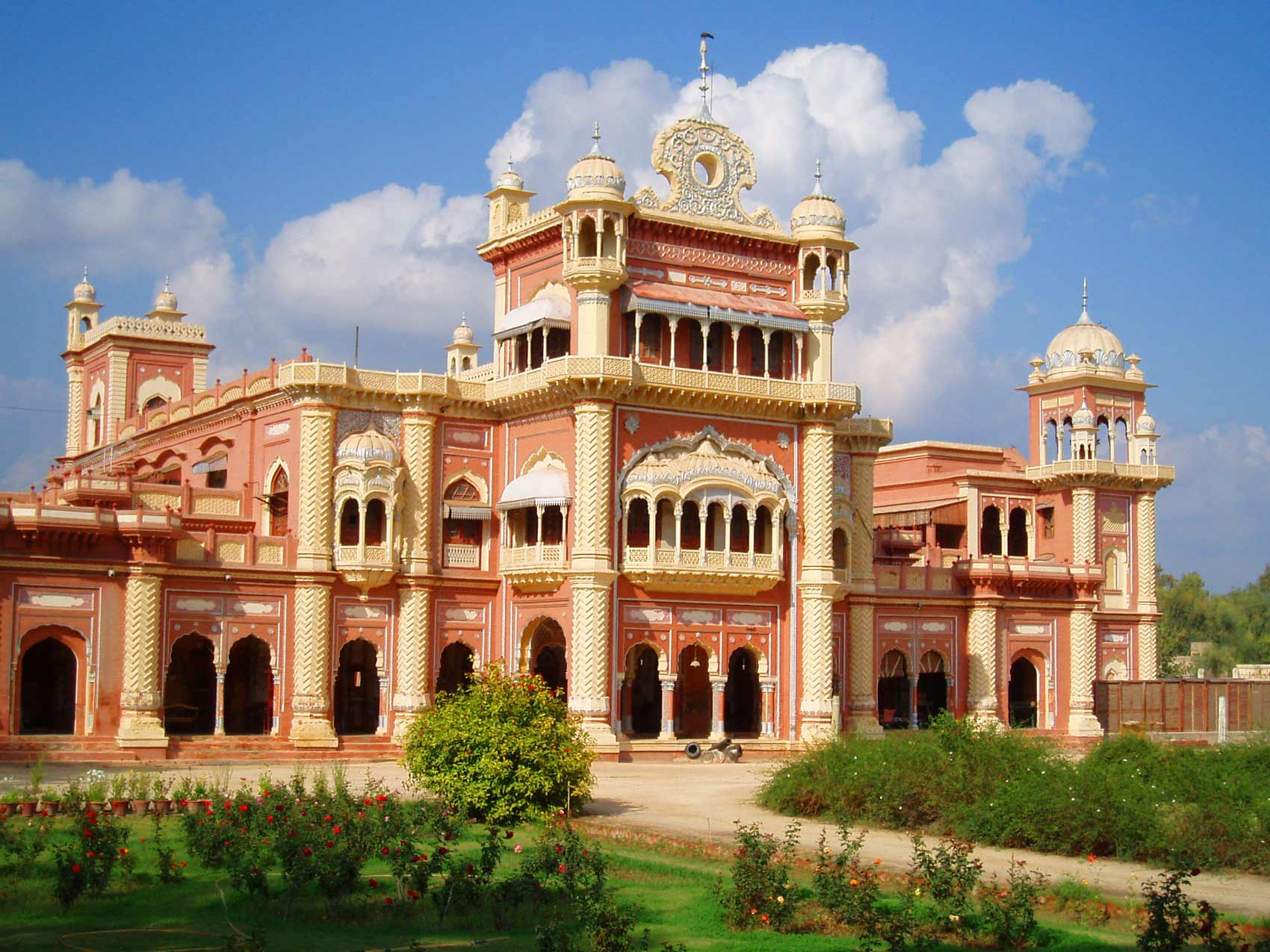
Faiz Mahal, Khairpur
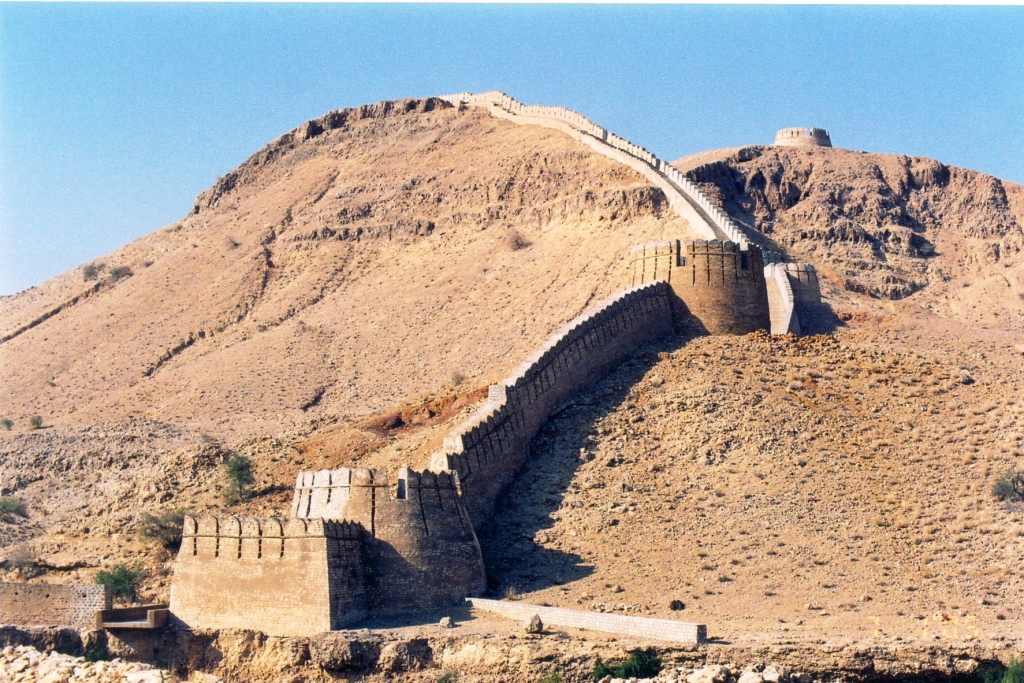
Ranikot Fort, một trong những pháo đài lớn nhất thế giới
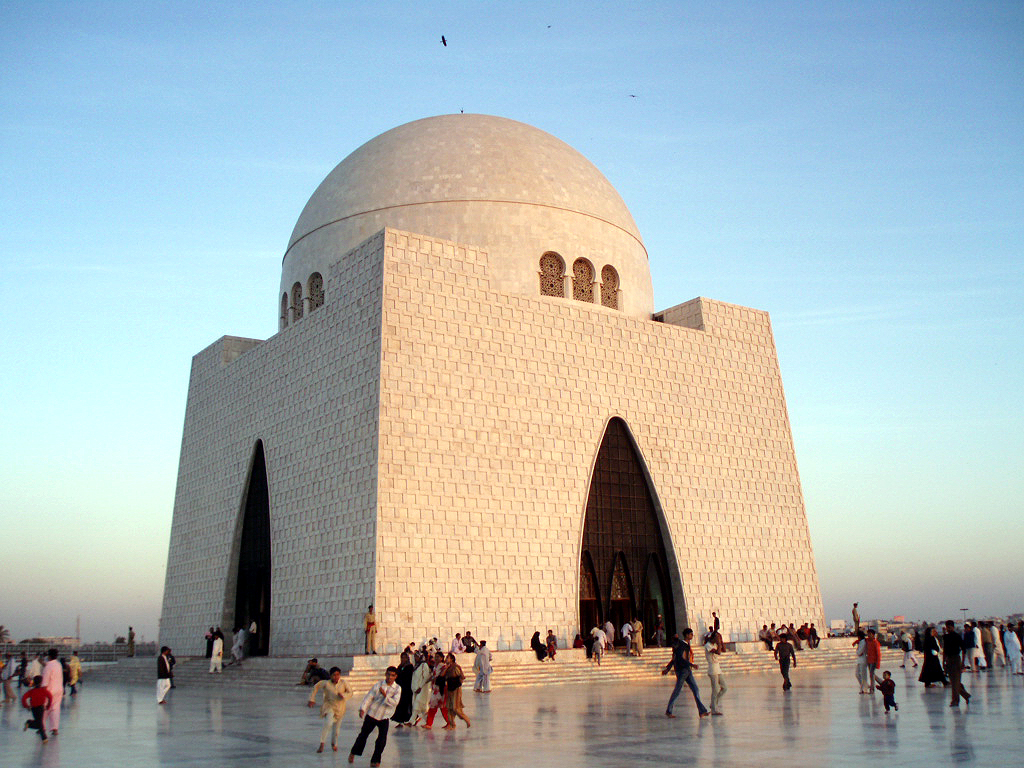
Tomb of M.A. Jinnah ở Karachi
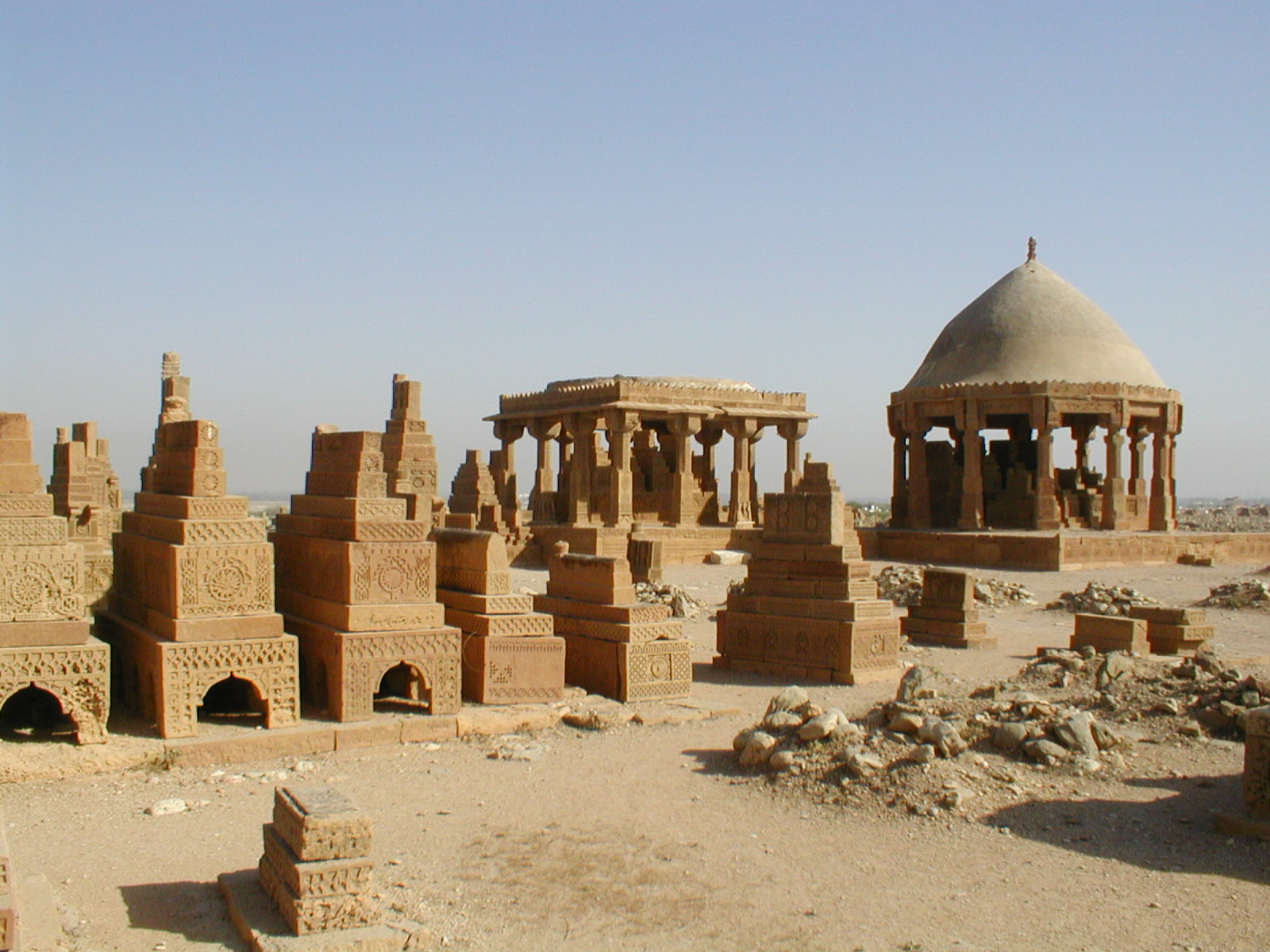
Chaukhandi tombs
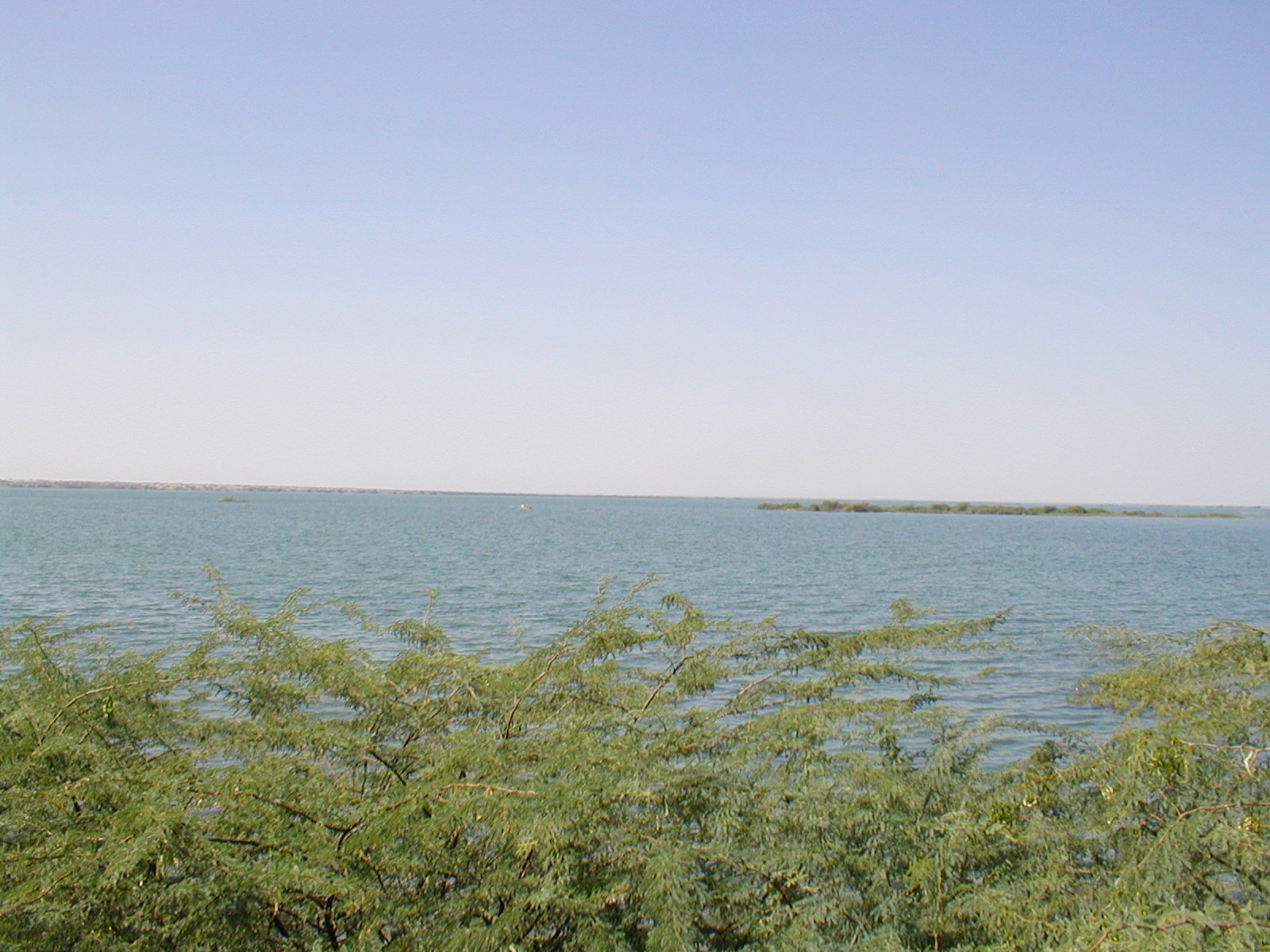
Hồ Keenjhar, Thatta
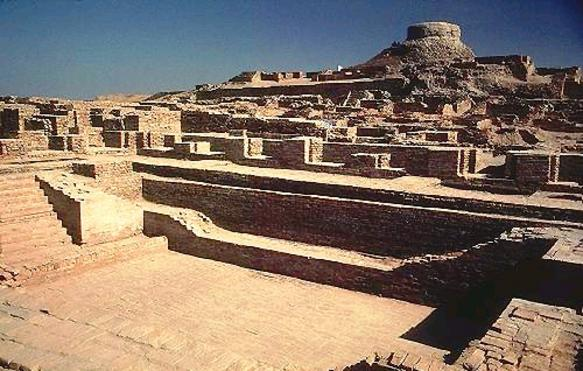
Tàn tích củaMohenjo-daro
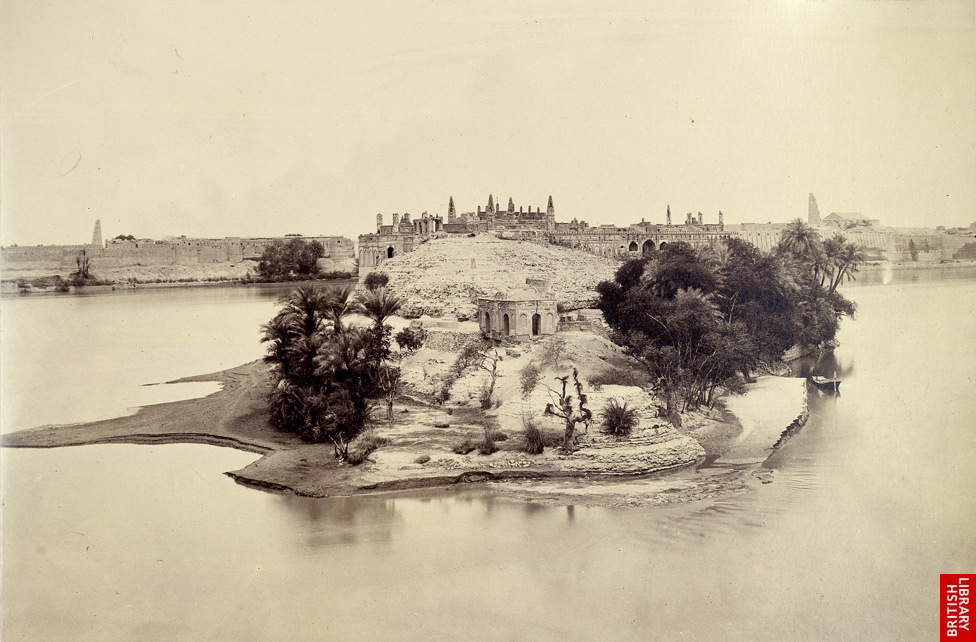
Bờ tây của River Indus
Bảo tàng Sindh HyderabadBảo tàng Sindh Hyderabad
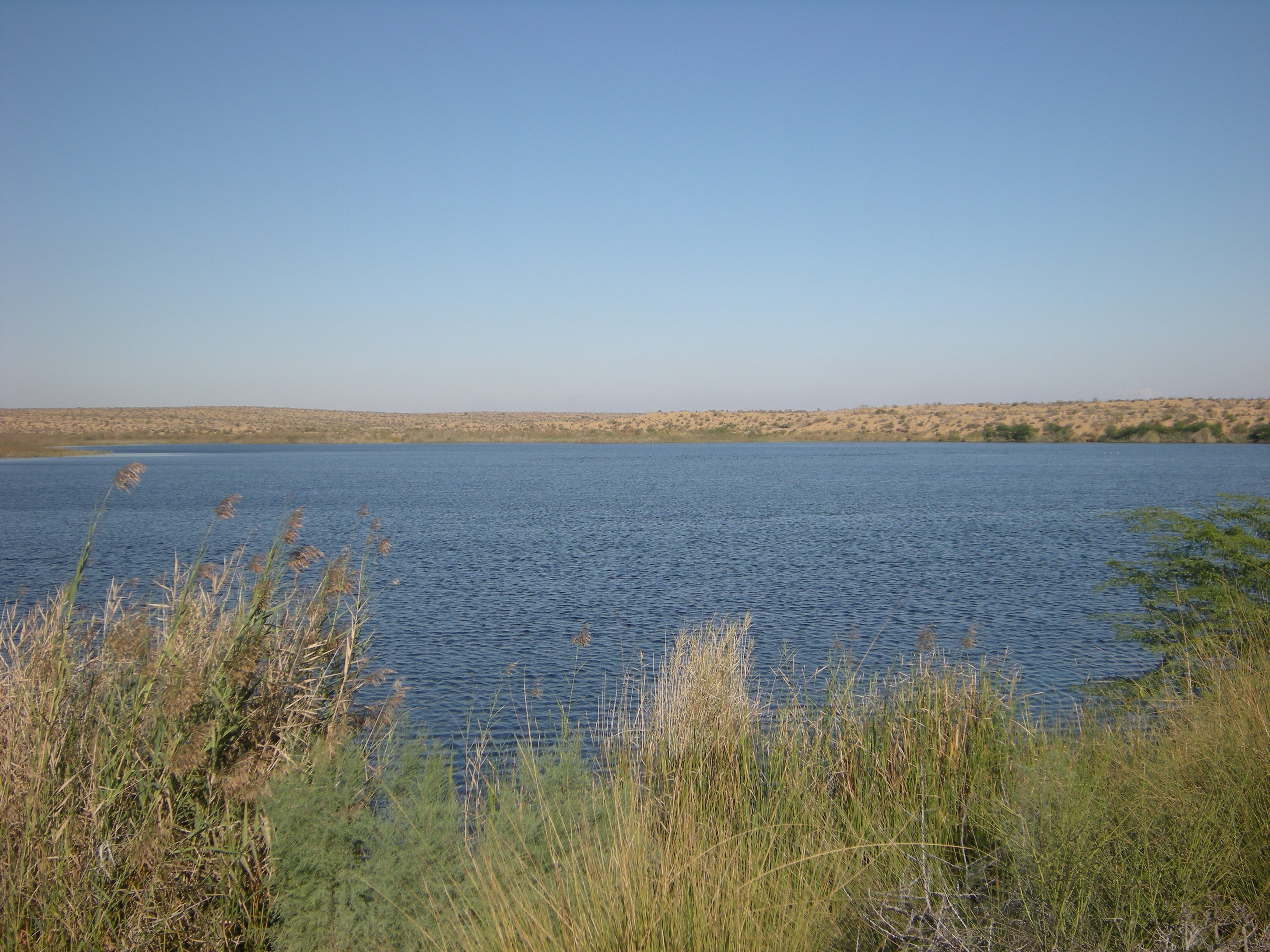
Hồ Bakri Waro, Khairpur
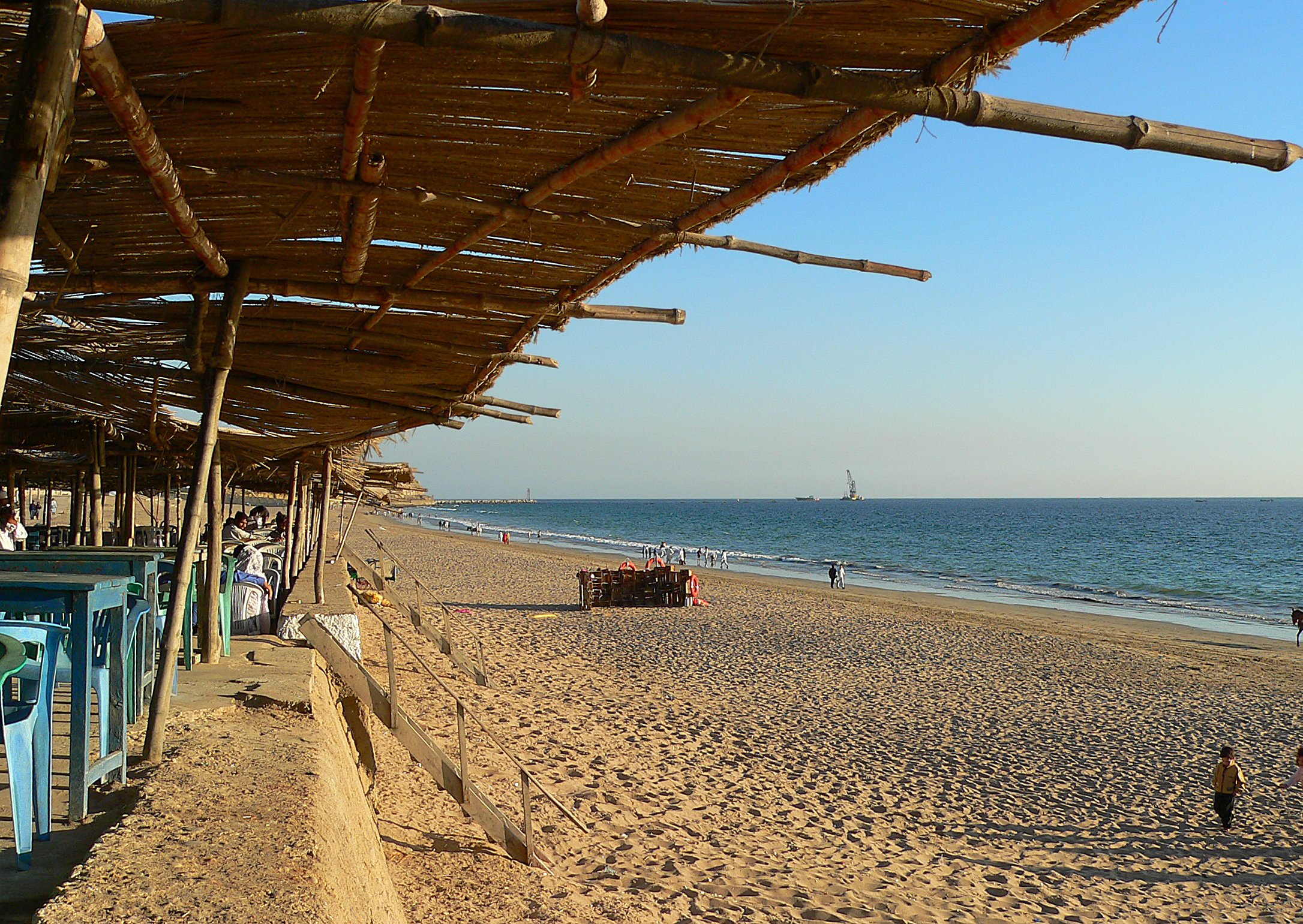
Bán đảo Manora
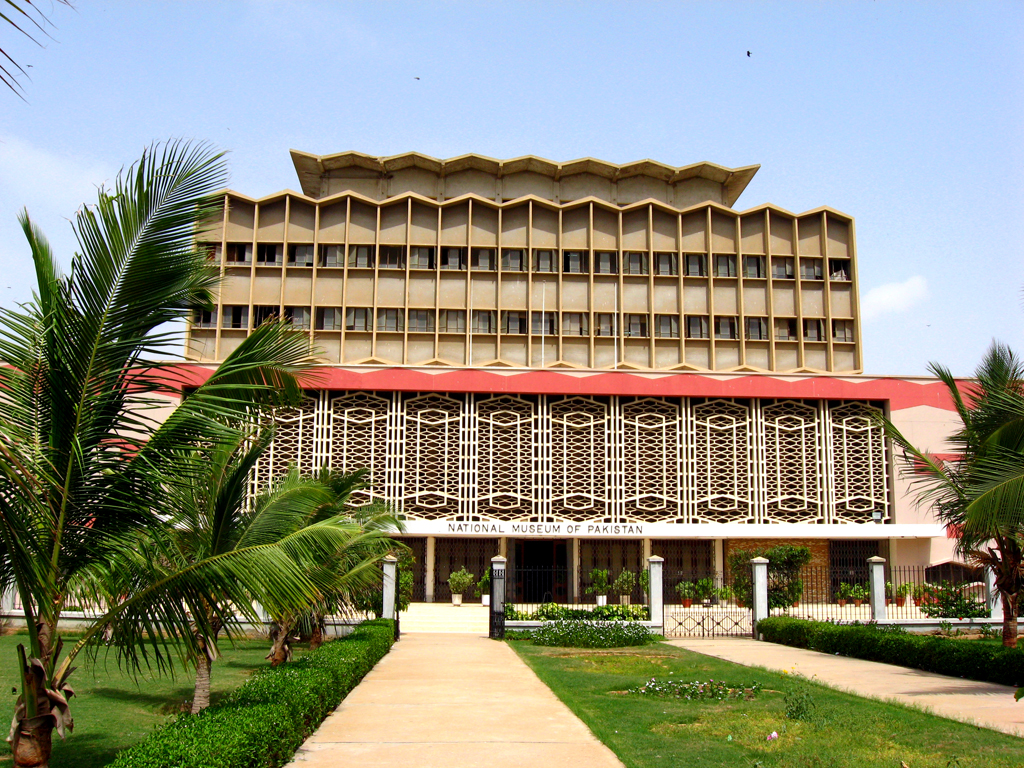
Bảo tàng Quốc gia Pakistan
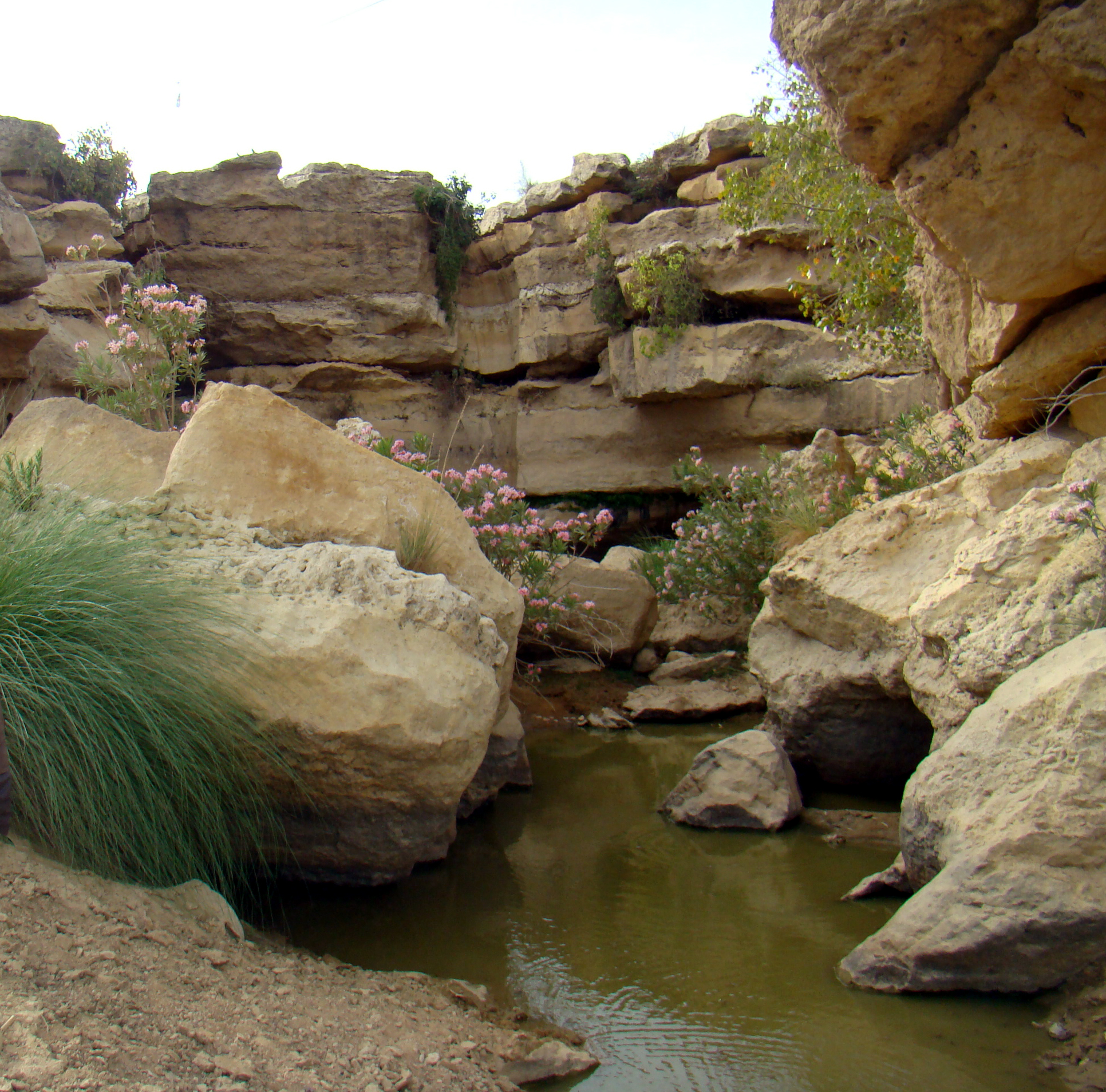
Vườn quốc gia Kirthar